# Scolytus kirschii
Scolytus kirschii é uma espécie de insetos coleópteros polífagos pertencente à família Curculionidae.
A autoridade científica da espécie é Skalitzky, tendo sido descrita no ano de 1876.
Trata-se de uma espécie presente no território português.